# محمد مفرج المسيلم
محمد مفرج عاصي مفرج المسيلم (1949 - 6 مايو 2018)، سياسي كويتي ونائب سابق في مجلس الأمة الكويتي.

## السيرة الذاتية
ولد محمد المسيلم في مدينة الكويت عام 1949 وتلقى تعليمه الابتدائي والمتوسط والثانوي في مدارس الكويت حتى حصوله على شهادة دبلوم إدارة أعمال، وانتقل بعدها إلى العمل السياسي ودخل معترك الانتخابات واصبح نائب في مجلس الأمة الكويتي، حيث شارك في انتخابات مجلس الأمة الكويتي 1985 في الدائرة الخامسة عشر، وحصل على المركز الثاني بعدد أصوات 753 صوت وفاز بالانتخابات، وكان عضو في المجلس الوطني 1990.

## تطلعه الاقتصادي
بعد حصوله على شهادة الدبلوم في إدارة الأعمال، دعا مرات عديدة إلى ايلاء الملف الاقتصادي الاهمية الكبرى وضرورة استغلال الوفرة المالية لإنهاء المشاريع التي تحتاجها الكويت، حيث يعتبر أن قضية التنمية ودفع عجلة الاقتصاد والنهوض بالحياة الاقتصادية والتجارية يكون من خلال سن التشريعات التي تشجع القطاع الخاص والأهلي وجذب المستثمر الأجنبي من دون الاخلال في التوازن السكاني ومستوى الدخل في الكويت.

## أولوياته المطلقة
طوال تاريخه السياسي نادى محمد مفرج المسيلم، بضرورة إنجاز ملفات عديدة، وكانت في مقدمة أولوياته، وهي تطبيق الشريعة الإسلامية ومنح المرأة الكويتية حقوقها، ومعالجة قضايا الإسكان والبطالة والتعليم والصحة ومكافحة المخدرات، والحد من ارتفاع الاسعار، وايجاد حل لمشكلة البدون والعمل على تحقيق التنمية وذوي الاحتياجات الخاصة وملف التقاعد والمحافظة على المكتسبات الدستورية، وتشريع القوانين لصالح المواطن والوطن، ومحاربة الغلاء غير المبرر والبطالة والتضخم ومحاربة الفساد والظواهر الشاذة الدخيلة على المجتمع، واسقاط فوائد القروض وتحرير الشعب من الفوائد الربوية.

## وفاته
توفي الأمير محمد مفرج عاصي مفرج المسيلم عام 1439 هـ الموافق 6 مايو 2018 عن عمر يناهز التاسع والستون عام، وبذلك انتقلت إمارة القبيلة في الكويت الي إبنه الأكبر جاسم محمد مفرج عاصي المسيلم.